# Bandera de Nepal
La bandera nacional de Nepal es la única bandera nacional que no es rectangular ni cuadrada. Fue adoptada el 16 de diciembre de 1962 y es una de las únicas banderas que en la definición legal no es un paralelogramo (otros ejemplos son la bandera de Ohio y la de la ciudad de Zamora, España).
Los dos triángulos representan el Himalaya y también a las dos principales religiones del país: el hinduismo y el budismo. La Luna representa a la Casa Real, mientras que el Sol simboliza una rama de la Dinastía Rana, dinastía que dirigía el país antiguamente hasta 1961. El color rojo de la bandera está relacionado con el color del rododendro, uno de los símbolos del país (el rojo también es señal de victoria en la guerra) mientras que el azul representa la paz. También se dice que el Sol y la Luna representan el deseo de que Nepal dure tanto como estos cuerpos celestes.
Los símbolos de la Luna y el Sol tenían caras hasta la reforma de la bandera en 1962 en la que fueron retirados para modernizarla.

## Banderas históricas

Bandera del Reino de Nepal (s. XIX - 1962)